# 930 MBC 뉴스 전북권뉴스
《930 MBC 뉴스 전북권뉴스》는 전주MBC TV에서 매주 평일 오전 9시 35분에 방송 중인 전북 지역 뉴스 프로그램이다.

## 개요
전주MBC 930 뉴스로 읽는다.

## 앵커
| 대수 | 진행자          | 진행 기간                          | 비고        |
| ---- | --------------- | ---------------------------------- | ----------- |
| 1대  | 모지안 아나운서 | 일자 미상 ~ 2021년 12월 24일       |             |
| 2대  | 목서윤 아나운서 | 2021년 12월 27일 ~ 2023년 2월 10일 |             |
| 3대  | 황인찬 아나운서 | 2023년 2월 13일 ~ 2024년 4월 11일  | [ 1 ]       |
| 4대  | 목서윤 아나운서 | 2024년 4월 12일 ~ 2024년 4월 29일  | [ 2 ]       |
| 5대  | 이영래 아나운서 | 2024년 4월 30일 ~ 2024년 5월 31일  | [ 3 ]       |
| 6대  | 목서윤 아나운서 | 2024년 6월 3일 ~ 2025년 2월 27일   | [ 4 ] [ 5 ] |
| 7대  | 이영래 아나운서 | 2025년 2월 28일 ~ 현재             |             |

## 편성 변경
- 2024년 2월 20일 : 오전 9시 55분부터 MBC TV 《중계 방송 국회 교섭 단체 대표 연설 - 더불어민주당》 편성으로 인해 오전 9시 45분으로 편성 변경
- 2024년 2월 21일 : 오전 9시 55분부터 MBC TV 《중계 방송 국회 교섭 단체 대표 연설 - 국민의힘》 편성으로 인해 오전 9시 45분으로 편성 변경
- 2024년 2월 22일 : 오전 9시 55분부터 MBC TV 《중계 방송 제22대 국회의원 선거 공직 선거 정책 토론회》 편성으로 인해 오전 9시 45분으로 편성 변경

## 결방
- 2024년 2월 12일 : MBC TV 《설 특선 영화 - 인생은 아름다워》 편성으로 인해 결방

## 경쟁 프로그램
- KBS 뉴스 930 전북 (KBS 전주 1TV)